# Donovan Jackson
Donovan Jackson (ur. 9 lutego 1996 w Milwaukee) – amerykański koszykarz występujący na pozycjach rozgrywającego oraz rzucającego obrońcy.
27 sierpnia 2020 został zawodnikiem Polskiego Cukru Toruń.

## Osiągnięcia
Stan na 5 grudnia 2023, na podstawie, o ile nie zaznaczono inaczej.
NCAA
- Uczestnik rozgrywek II rundy turnieju NCAA (2017)
- Mistrz turnieju konferencji Big 12 (2017)
- Zaliczony do:
  - I składu turnieju Puerto Rico Tip-Off Classic (2018)
  - honorable mention All-Big 12 (2018)

Drużynowe
- Uczestnik rozgrywek:
  - FIBA Europe Cup (2018/2019)
  - Koszykarskiej Ligi Mistrzów (2018/2019)

Indywidualne
- Zaliczony do I składu kolejki EBL (24 – 2020/2021)[3]
- Zwycięzca konkursu rzutów za 3 punkty czeskiej ligi NBL (2018/2019)